# Chromolaena odorata
Espèce
Classification phylogénétique
Chromolaena odorata, l’herbe du Laos, est une espèce de plantes à fleurs dicotylédones de la famille des Asteraceae, originaire d'Amérique du Sud.

## Description

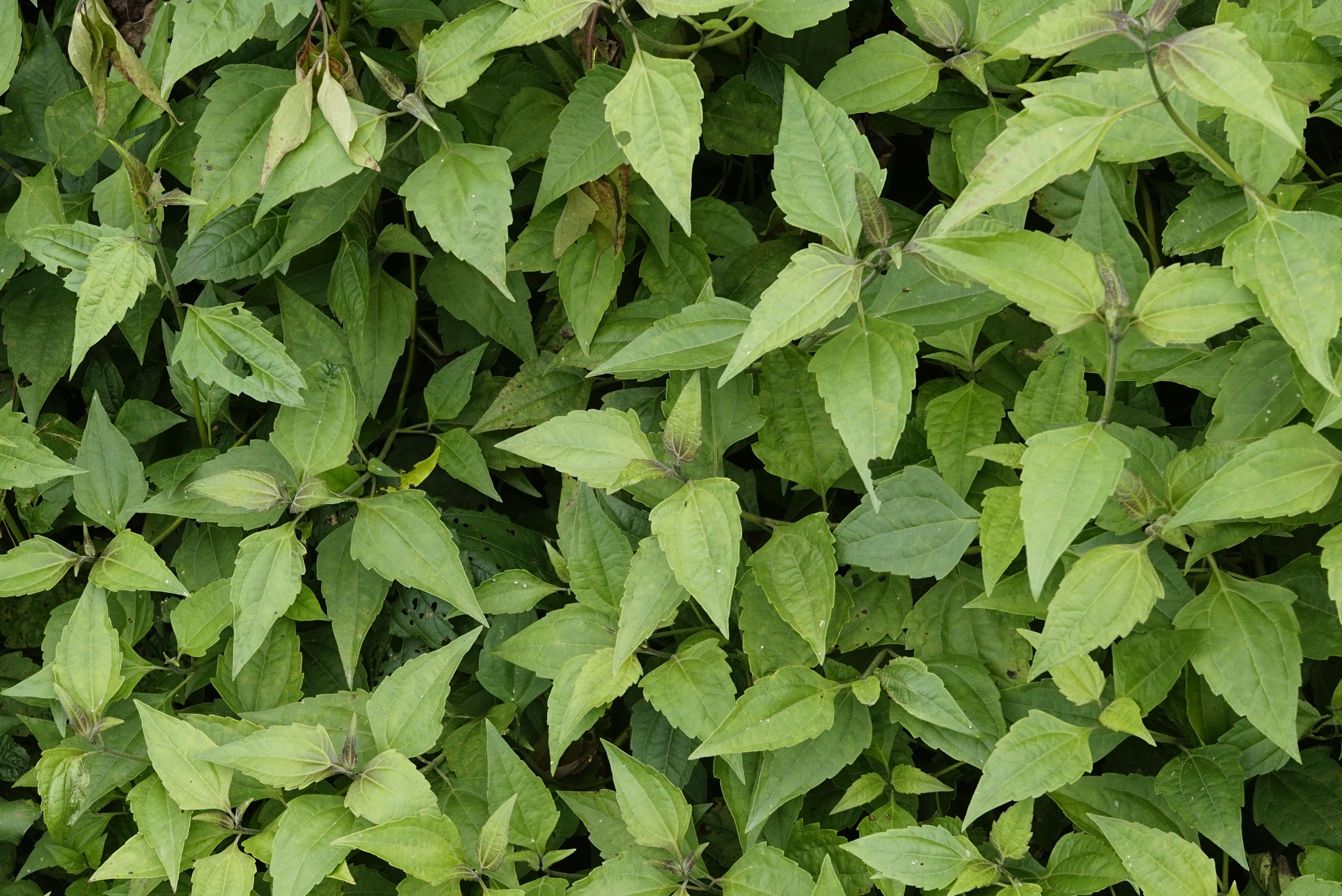
Vue d'ensemble.

### Aspect général
C'est une plante vivace, herbacée à ligneuse, au port buissonnant, à croissance rapide, formant des fourrés denses atteignant jusqu'à 2 m de haut. La tige est ronde, striée, cannelée, légèrement pubescente.

### Feuilles

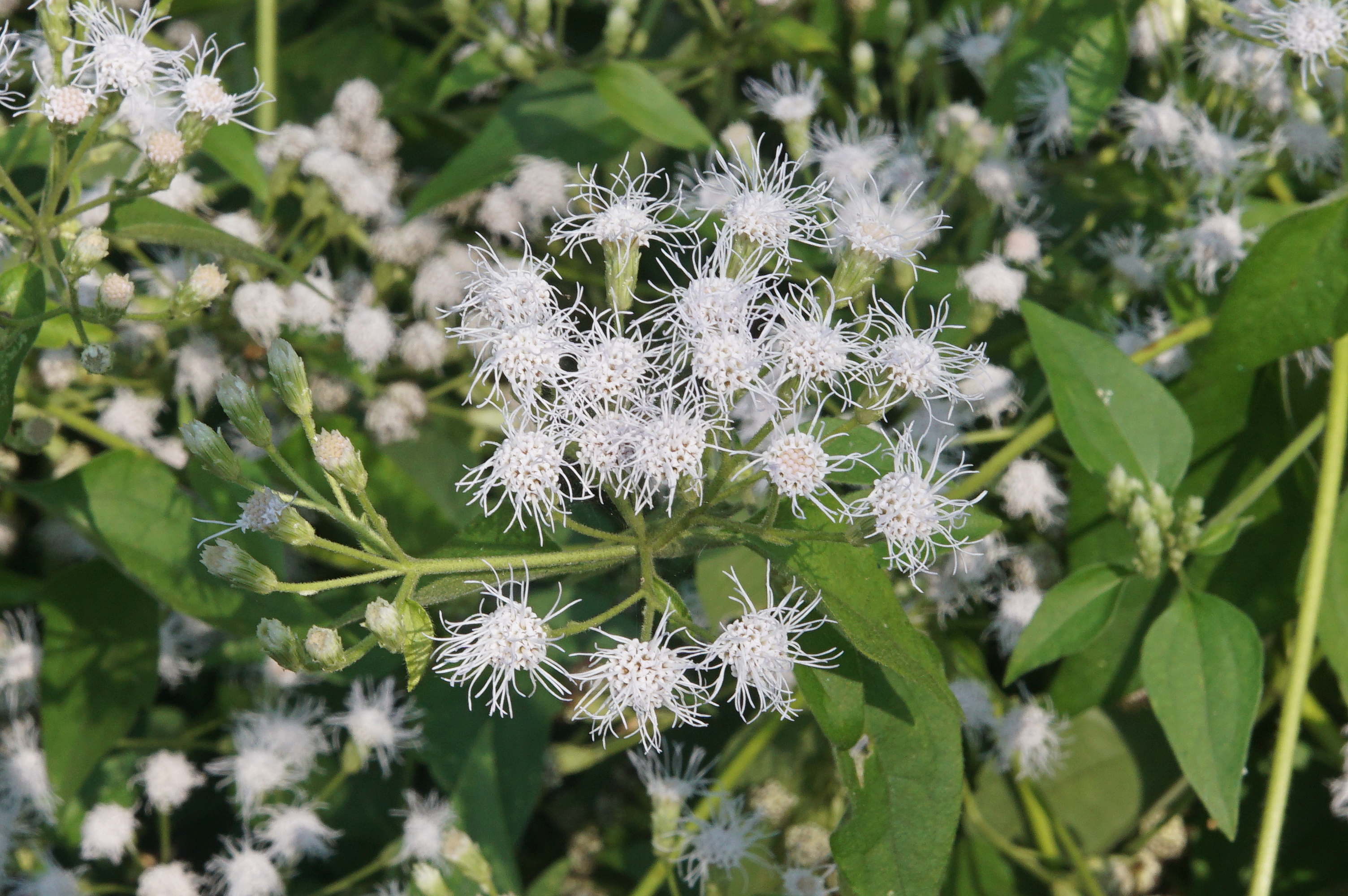
Fleurs

Les feuilles sont opposées, avec un limbe triangulaire à oblong, acuminé au sommet. La marge est légèrement dentée.

### Fleurs
Les inflorescences, en large panicules, sont composées de capitules terminaux à corolle blanche ou mauve,.

### Fruits

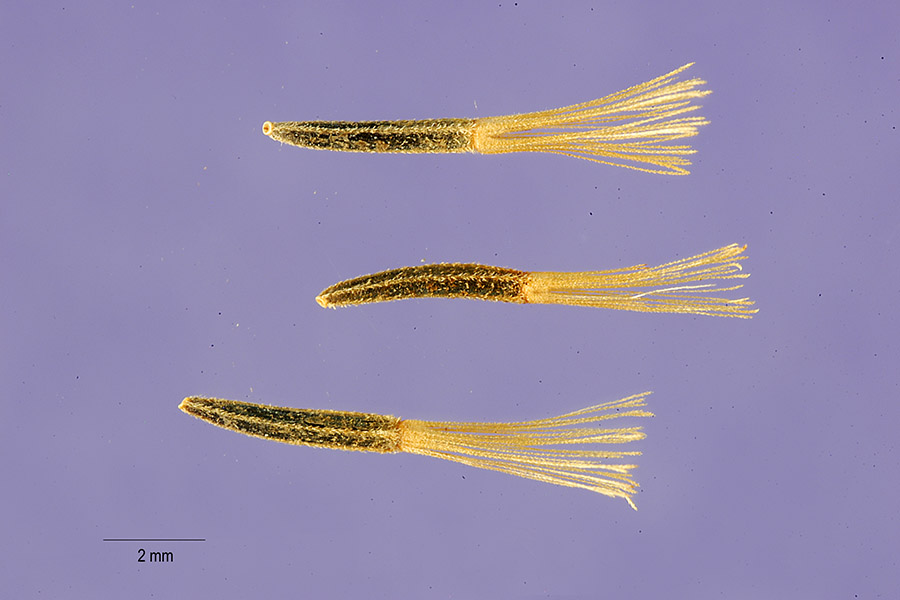
Akènes

Les fruits sont des akènes portant une aigrette de longues soies blanches. Ils se dispersent avec le vent.
Chaque capitule porte 25 à 30 akènes.

## Répartition
Originaire d'Amérique du Sud contrairement à ce qu'indique son nom vernaculaire, elle est désormais présente dans de nombreuses régions du monde.
Les Français l'auraient introduite en Asie du Sud-Est dans les années 1920,, puis sur le continent africain dans les années 1950 à 1960 comme plante de couverture.

### Caractère envahissant et impacts sur les écosystèmes
Cette espèce est considérée comme un mauvaise herbe des cultures pérennes dans les régions tropicales. Sa croissance est rapide et favorisée par toutes sortes de stress (feu de brousse, coupe, dessiccation). Elle gêne également l'élevage étant donné que les herbivores ne la trouvent pas appétente.
Cette plante annuelle, lorsqu'elle se dessèche, favorise les incendies.
Elle est devenue envahissante notamment en Australie, Afrique du Sud, République centrafricaine, Inde, Chine, Indonésie, au Timor oriental, aux Philippines et en Nouvelle-Calédonie.

## Usages

### Plante de couverture
Cette plante a été introduite en Asie et en Afrique comme plante de couverture du sol et pour lutter contre l'érosion.

### Horticulture
Au Ghana, le produit d'extraction des feuilles de cette espèce est ou a été utilisé en horticulture traditionnelle pour protéger les sections des boutures d'arbres.

### Pharmacopée
Au Ghana et en République démocratique du Congo, cette espèce est ou a été utilisée pour stopper les hémorragies.

## Taxonomie
Cette espèce a été d'abord classée dans le genre Eupatorium, puis dans celui des Chromolaena.

## Noms vernaculaires
En français, cette plante est appelée herbe du Laos, fausse-ramie (car contrairement à la ramie elle donne des fibres de mauvaise qualité), fleurit-Noël car elle fleurit en saison fraîche, langue à chat, guérit-tout ou encore guérit-trop-vite.
Comme cette plante a été introduite en Asie du Sud-Est dans les années 1920 par les Français, les Laotiens appellent ainsi cette plante nha flang, ce qui signifie "herbe des Français",.
En République Démocratique du Congo cette plante s'est appelée  « Choléra » en raison de la difficulté de prononcer Chromolaena odorata, ensuite on l'a appelée «Matiti ya Zaïre» les feuilles du Zaïre, parce que c'est à l'époque que le Président Mobutu a instruit sa plantation, et lorsque le Zaïre est devenu République démocratique du Congo, la plante est appelée « Congo ya sika », « Congo nouveau » en Lingala en hommage au changement de dénomination du pays, jusqu'aujourd'hui les deux appellations Zaïre et Congo ya sika sont couramment utilisées.